# An Thân vương
Hòa Thạc An Thân vương (chữ Hán: 和碩安親王) là một tước vị thế tập của triều đại nhà Thanh trong lịch sử Trung Quốc.

## Khái quát
Thủy tổ của An vương phủ là A Ba Thái, con trai thứ bảy của Nỗ Nhĩ Cáp Xích. Thuận Trị nguyên niên (1644), được phong làm Quận vương, phong hào là Nhiêu Dư (chữ Hán: 饒餘, tiếng Mãn: ᠪᠠᠶᠠᠨ, Möllendorff: bayan, nghĩa là "Giàu có"), sau khi chết được truy phong làm Thân vương.
Con trai A Ba Thái là Nhạc Lạc được tập tước thì sửa phong hào thành An (安, Mãn văn là 「elhe」, nghĩa là "Bình an", "An khang").
Năm 1723, truy tội Nhạc Lạc mà dừng thế tập tước vị. Đến năm 1778, triều đình nhà Thanh lại nhớ công A Ba Thái và Nhạc Lạc mà cho huyền tôn của Nhạc Lạc là Kỳ Côn tiếp tục thế tập, nhưng tước vị hàng xuống làm Phụng Ân Phụ quốc công.

## Nhiêu Dư Thân vương/An Thân vương
Thứ tự thừa kế An vương phủ. Số năm lần lượt là năm sinh, năm thừa tước, năm mất; in đậm là khoảng thời gian thụ tước:
1. Nhiêu Dư Mẫn Quận vương A Ba Thái (阿巴泰)
1589 - 1626 - 1646
2. An Quận vương Nhạc Lạc (岳樂)
1625 - 1651 - 1689
3. An Ý Quận vương Mã Nhĩ Hồn (瑪爾渾)
1663 - 1689 - 1709
4. An Tiết Quận vương Hoa Di (華圯)
1685 - 1709 - 1718
5. Phụng ân Phụ quốc công Kỳ Côn (奇崑)
1739 - 1778 - 1783
6. Dĩ cách Phụng ân Phụ quốc Công Sùng Tích (崇積)
1780 - 1783 - 1804 - 1821
Truy phong Phụng ân Phụ quốc Công Tích Quý (錫貴)
1707 - 1772
Truy phong Phụng ân Phụ quốc công Đại Anh (岱英)
1730 - 1780
7. Phụng ân Phụ quốc công Bố Lan Thái (布蘭泰)
1751 - 1805 - 1821
8. Phụng ân Phụ quốc công Hanh Minh (亨明)
1799 - 1821 - 1861
9. Phụng ân Phụ quốc công Dụ Khác (裕恪)
1843 - 1861 - 1873
10. Phụng ân Phụ quốc công Ý Phổ (意普)
1868 - 1873 - ?

### Thượng Kiến chi hệ
- Truy phong: Hiền Bối tử Thượng Kiến (尚建; 1606 - 1630), trưởng tử của A Ba Thái, năm 1653 truy phong Bối tử. Sau khi qua đời được truy thụy "Hiền" (賢).
- ? - 1648: Điệu Mẫn Bối tử Tô Bố Đồ (蘇布圖; 1625 - 1648), trưởng tử của Thượng Kiến, sơ phong Phụng ân Phụ quốc công, 1646 tiến Bối tử. Sau khi qua đời được truy thụy Điệu Mẫn
- 1649 - 1651: Giới Khiết Bối tử Cường Độ (強度; 1630 - 1651), con trai thứ 2 của Thượng Kiến. Sau khi qua đời được truy thụy "Giới Khiết" (介潔).
- 1652 - 1701: Phụng ân Phụ quốc công Nhan Linh (顏齡; 1648 - 1701), trưởng tử của Tô Bố Đồ, vô tự.

### Bác Hòa Thác chi hệ
- ? - 1651: Ôn Lương Bối tử Bác Hòa Thác, con trai thứ 2 của A Ba Thái, sơ phong Phụng ân Phụ quốc công, 1644 tiến Quận vương. Sau khi qua đời được truy thụy "Ôn Lương" (溫良).
- 1652 - 1690: Bối tử Chương Thái, con trai thứ 4 của Bác Hòa Thác.
- 1690 - 1718: Phụng ân Trấn quốc Khác Mẫn công Truân Châu, con trai thứ 3 của Chương Thái, hàng làm Phụng ân Trấn quốc công, 1718 gia Bối tử cấp. Sau khi qua đời được truy thụy "Khác Mẫn" (恪敏).
- 1718 - 1747: Phụng ân Phụ quốc Cung Khác công Phùng Tín (逢信; 1706 - 1747), cháu 4 đời của Chương Thái, cháu nội của Bách Thụ (百綬), con trai thứ 3 của Văn Chiêu (文昭), thừa tự con trai thứ 3 của Truân Châu là An Chiêm (安詹), hàng làm Phụng ân Phụ quốc công. Sau khi qua đời được truy thụy "Cung Khác" (恭恪).
- 1747 - 1757; 1758 - 1787: Phụng ân Phụ quốc công Thịnh Xương (盛昌; 1751 - 1821), con trai thứ 2 của Phùng Tín, sơ tập Phụng ân Phụ quốc công, năm 1757 cách tước, 1758 phục phong Trấn quốc Tướng quân, cùng năm tiến Phụng ân Phụ quốc công.
- 1787 - 1813: Phụng ân Phụ quốc công Khánh Di (慶怡; 1763 - 1813), con trai thứ 2 của Thịnh Xương.
- 1813 - 1839: Dĩ cách Phụng ân Phụ quốc công Cảnh Luân (景綸; 1796 - 1847), con trai thứ 2 của Thành Miên (成綿), thừa tự Khánh Di, năm 1839 cách tước.
- 1839 - 1858: Dĩ cách Phụng ân Phụ quốc công Cảnh Sùng (景崇; 1811 - 1880), con trai thứ 5 của Thành Miên (成綿), năm 1858 cách tước.
- 1859 - 1882: Phụng ân Phụ quốc công Thuần Kham (純堪; 1819 - 1882), cháu nội Thành Miên, con trai thứ 3 của Cảnh Tích (景錫, 1793 - 1834).
- 1883 - 1901: Phụng ân Phụ quốc công Lân Gia, trưởng tử của Thuần Kham.
- 1902 — ?: Phụng ân Phụ quốc công Tăng Bồi (增培; 1883 - ?), cháu đời thứ 9 của Chương Thái, con trai thứ 2 của Vinh Sâm (榮森), thừa tự Lân Gia.

#### Ông Cổ chi hệ
- ? - 1647: Phụng ân Phụ quốc Hoài Mãn công Ông Cổ (翁古), trưởng tử của Bác Hòa Thác. Sau khi qua đời được truy thụy "Hoài Mẫn" (懷愍).
- 1647 - 1649: Phụng ân Phụ quốc công Bác Nguy, trưởng tử của Ông Cổ, vô tự.

#### Cẩm Trụ chi hệ
- ? - 1649: Phụng ân Phụ quốc Hoài Nghi công Cẩm Trụ (錦注), con trai thứ 2 của Bác Hòa Thác. Sau khi qua đời được truy thụy Hoài Nghi (懷儀), vô tự.

#### Phật Khắc Tề Khố chi hệ
- 1649 - 1657: Giới Khiết Bối tử Phật Khắc Tề Khố (佛克齊庫), con trai thứ 3 của Bác Hòa Thác. Sau khi qua đời được truy thụy Giới Khiết (介潔), vô tự.

#### Chương Thái chi hệ
- 1651 - 1652: Bối tử Chương Thái, con trai thứ 4 của Bác Hòa Thác, sơ phong Phụng ân Trấn quốc công, 1651 tiến Bối tử, 1652 tập Bối tử.

#### Bách Thụ chi hệ
- 1668 - 1688: Dĩ cách Trấn quốc Tướng quân Bách Thụ (百綬; 1654 - 1691), trưởng tử của Chương Thái, sơ phong Phụng ân Trấn quốc công, 1686 hàng Trấn quốc Tướng quân, 1688 cách tước.

#### Truân Châu chi hệ
- 1672 - 1690: Trấn quốc Tướng quân Truân Châu, con trai thứ 3 của Chương Thái, sơ phong Phụng ân Trấn quốc công, 1686 hàng Trấn quốc Tướng quân, 1690 tập Phụng ân Trấn quốc công.

#### Minh Thụy chi hệ
- 1680 - 1698: Dĩ cách Phụng ân Trấn quốc công Minh Thụy, con trai thứ 5 của Chương Thái, năm 1698 cách tước.

#### Khánh Di chi hệ
- 1784 - 1787: Nhị đẳng Phụ quốc Tướng quân Khánh Di (慶怡; 1763 - 1813),  trưởng tử của Thịnh Xương, 1787 tập Phụng ân Phụ quốc công.

#### Lân Hưng chi hệ
- 1889 - 1896: Nhị đẳng Phụ quốc Tướng quân Lân Hưng (麟興), con trai thứ 2 của Chương Thái, vô tự.

### Bác Lạc chi hệ
- 1636 - 1652: Dĩ cách Đoan Trọng Thân vương Bác Lạc (博洛), con trai thứ 3 của A Ba Thái, sơ phong Bối tử, 1644 tiến Bối lặc, 1647 tiến Quận vương, 1649 tiến Thân vương, 1650 hàng Quận vương, 1651 phục hồi tước vị Thân vương. Sau khi qua đời được tuy thụy "Định" (定). 1659 bị đoạt thụy cách tước.
- 1652 - 1661: Hoài Tư Bối lặc Tề Khắc Tân (齐克新), con trai thứ 8 của Bác Lạc, sơ tập Thân vương, 1659 hàng Bối lặc. Sau khi qua đời được truy thụy "Hoài Tư" (怀思). Vô tự.

### Nhạc Lạc chi hệ
- ? - 1651: Bối lặc Nhạc Lạc (岳樂; 1625 - 1689), con trai thứ 4 của A Ba Thái, sơ phong Phụng ân Trấn quốc công, 1649 tiến Bối lặc, 1651 tiến Quận vương.

### Tắc Lăng Ngạch chi hệ
- 1672 - 1698: Tam đẳng Phụ quốc Tướng quân Tắc Lăng Ngạch (塞楞額), con trai thứ 8 của Nhạc Lạc.
- 1699 - 1722: Dĩ cách Nhị đẳng Phụng quốc Tướng quân Sắc Ngân Đồ (色痕圖), trưởng tử của Tắc Lăng Ngạch, 1699 tập Nhị đẳng Phụng quốc Tướng quân, năm 1722 cách tước.

#### Sắc Bối chi hệ
- 1705 - 1751: Phụng ân Tướng quân Sắc Bối (色貝), con trai thứ 4 của Tắc Lăng Ngạch.
- 1751 - 1793: Phụng ân Tướng quân Tái Trùng A (賽沖阿), con trai thứ 12 của Sắc Bối.
- 1793 - 1814: Phụng ân Tướng quân Ô Nhĩ Hi Tùng A (烏爾希松阿), con trai thứ 2 của Tái Trùng A, vô tự.

#### Vụ Nhĩ Đồ chi hệ
- 1732 - 1750: Phụng quốc Tướng quân Vụ Nhĩ Đồ (務爾圖), con trai thứ 6 của Tắc Lăng Ngạch, năm 1750 cáo thối.

##### Linh Cao chi hệ
- 1735 - 1771: Phụng ân Tướng quân Linh Cao (齡高), trưởng tử của Vụ Nhĩ Đồ,  năm 1771 cáo thối.
- 1771 - 1779: Dĩ cách Phụng quốc Tướng quân Y Sùng Ngạch (伊崇額), cháu nội Linh Cao, trưởng tử của Đạt Long A (達宗阿), năm 1779 cách tước.

###### Đạt Khánh A chi hệ
- 1756 - 1769: Phụng ân Tướng quân Đạt Khánh A (達慶阿),  trưởng tử của Linh Tung (齡嵩).

#### Hi Văn chi hệ
- 1711 - 1725: Dĩ cách Phụng ân Tướng quân Hi Văn (熙文), con trai thứ 2 của Sắc Ngân Đồ, năm 1725 cách tước.

#### Xước Nãi chi hệ
- 1712 - 1723: Dĩ cách Phụng ân Tướng quân Xước Nãi (綽鼐), con trai thứ 3 của Sắc Ngân Đồ, năm 1723 cách tước.

### Mã Nhĩ Hồn chi hệ
- 1677 - 1689: An Thân vương Thế tử Mã Nhĩ Hồn, con trai thứ 15 của Nhạc Lạc, năm 1689 tập Quận vương.

### Tắc Bố Lễ chi hệ
- 1678 - 1708: Dĩ cách Tam đẳng Phụ quốc Tướng quân Tắc Bố Lễ (塞布禮), con trai thứ 16 của Nhạc Lạc, năm 1708 cách tước.

### Kinh Hi chi hệ
- 1682 - 1717: Phụng ân Trấn quốc công Kinh Hi, con trai thứ 17 của Nhạc Lạc, sơ phong Quận vương, năm 1690 hàng Phụng ân Trấn quốc công.
- Tham khảo: Hi Quận vương

### Uẩn Đoan chi hệ
- Tham khảo: Cần Quận vương

### Hoa Bân chi hệ
- 1705 - 1733: Dĩ cách Phụng ân Tướng quân Hoa Bân (華彬; 1686 - 1735), con trai thứ 3 của Mã Nhĩ Hồn, năm 1733 cách tước.

### Dụ Thiện chi hệ
- 1844 - 1854: Phụng quốc Tướng quân Dụ Thiện (裕善), trưởng tử của Hanh Minh.
- 1854 — ?: Phụng ân Tướng quân Huệ Phổ (惠普), trưởng tử của Dụ Thiện.

### Dụ An chi hệ
- 1850 —1875: Phụng quốc Tướng quân Dụ An (裕安), con trai thứ 2 của Hanh Minh, vô tự

## Phả hệ An Thân vương

### An Thân vương
|                                                                   |                                                                   |                                                                   |                                                                   |                                                                   |                                                                   |  |  |                                                                    |                                                                    |                                                                    |                                                                    |                                                                    |                                                                    |  |  |                                                                  |                                                                  |                                                                  |                                                                  | Quá kế                                                           |                                                                  |  |  |                                           |                                           |                                           |                                           |                                           |                                           |  |  |                                                |                                                |                                                |                                                |                                                |                                                |  |  |  |  |  |  |  |  |  |  |  |  |  |  |  |  |  |  |  |  |  |  |  |  |  |  |  |  |  |  |
| Nhiêu Dư Mẫn Quận vương A Ba Thái 1589 - 1626 - 1646              |                                                                   |                                                                   |                                                                   |                                                                   |                                                                   |  |  |                                                                    |                                                                    |                                                                    |                                                                    |                                                                    |                                                                    |  |  |                                                                  |                                                                  |                                                                  |                                                                  |                                                                  |                                                                  |  |  |                                           |                                           |                                           |                                           |                                           |                                           |  |  |                                                |                                                |                                                |                                                |                                                |                                                |  |  |  |  |  |  |  |  |  |  |  |  |  |  |  |  |  |  |  |  |  |  |  |  |  |  |  |  |  |  |
|                                                                   |                                                                   |                                                                   |                                                                   |                                                                   |                                                                   |  |  |                                                                    |                                                                    |                                                                    |                                                                    |                                                                    |                                                                    |  |  |                                                                  |                                                                  |                                                                  |                                                                  |                                                                  |                                                                  |  |  |                                           |                                           |                                           |                                           |                                           |                                           |  |  |                                                |                                                |                                                |                                                |                                                |                                                |  |  |  |  |  |  |  |  |  |  |  |  |  |  |  |  |  |  |  |  |  |  |  |  |  |  |  |  |  |  |
|                                                                   |                                                                   |                                                                   |                                                                   |                                                                   |                                                                   |  |  |                                                                    |                                                                    |                                                                    |                                                                    |                                                                    |                                                                    |  |  |                                                                  |                                                                  |                                                                  |                                                                  |                                                                  |                                                                  |  |  |                                           |                                           |                                           |                                           |                                           |                                           |  |  |                                                |                                                |                                                |                                                |                                                |                                                |  |  |  |  |  |  |  |  |  |  |  |  |  |  |  |  |  |  |  |  |  |  |  |  |  |  |  |  |  |  |
| Truy phong Hiền Bối tử Thượng Kiến Thượng Kiến chi hệ             | Truy phong Hiền Bối tử Thượng Kiến Thượng Kiến chi hệ             | Truy phong Hiền Bối tử Thượng Kiến Thượng Kiến chi hệ             | Truy phong Hiền Bối tử Thượng Kiến Thượng Kiến chi hệ             | Truy phong Hiền Bối tử Thượng Kiến Thượng Kiến chi hệ             | Truy phong Hiền Bối tử Thượng Kiến Thượng Kiến chi hệ             |  |  | Ôn Lương Bối tử Bác Hòa Thác Bác Hòa Thác chi hệ                   | Ôn Lương Bối tử Bác Hòa Thác Bác Hòa Thác chi hệ                   | Ôn Lương Bối tử Bác Hòa Thác Bác Hòa Thác chi hệ                   | Ôn Lương Bối tử Bác Hòa Thác Bác Hòa Thác chi hệ                   | Ôn Lương Bối tử Bác Hòa Thác Bác Hòa Thác chi hệ                   | Ôn Lương Bối tử Bác Hòa Thác Bác Hòa Thác chi hệ                   |  |  | Dĩ cách Đoan Trọng Thân vương Bác Lạc Đoan Trọng Quận vương      | Dĩ cách Đoan Trọng Thân vương Bác Lạc Đoan Trọng Quận vương      | Dĩ cách Đoan Trọng Thân vương Bác Lạc Đoan Trọng Quận vương      | Dĩ cách Đoan Trọng Thân vương Bác Lạc Đoan Trọng Quận vương      | Dĩ cách Đoan Trọng Thân vương Bác Lạc Đoan Trọng Quận vương      | Dĩ cách Đoan Trọng Thân vương Bác Lạc Đoan Trọng Quận vương      |  |  | An Quận vương Nhạc Lạc 1625 - 1651 - 1689 | An Quận vương Nhạc Lạc 1625 - 1651 - 1689 | An Quận vương Nhạc Lạc 1625 - 1651 - 1689 | An Quận vương Nhạc Lạc 1625 - 1651 - 1689 | An Quận vương Nhạc Lạc 1625 - 1651 - 1689 | An Quận vương Nhạc Lạc 1625 - 1651 - 1689 |  |  |                                                |                                                |                                                |                                                |                                                |                                                |  |  |  |  |  |  |  |  |  |  |  |  |  |  |  |  |  |  |  |  |  |  |  |  |  |  |  |  |  |  |
| Truy phong Hiền Bối tử Thượng Kiến Thượng Kiến chi hệ             | Truy phong Hiền Bối tử Thượng Kiến Thượng Kiến chi hệ             | Truy phong Hiền Bối tử Thượng Kiến Thượng Kiến chi hệ             | Truy phong Hiền Bối tử Thượng Kiến Thượng Kiến chi hệ             | Truy phong Hiền Bối tử Thượng Kiến Thượng Kiến chi hệ             | Truy phong Hiền Bối tử Thượng Kiến Thượng Kiến chi hệ             |  |  | Ôn Lương Bối tử Bác Hòa Thác Bác Hòa Thác chi hệ                   | Ôn Lương Bối tử Bác Hòa Thác Bác Hòa Thác chi hệ                   | Ôn Lương Bối tử Bác Hòa Thác Bác Hòa Thác chi hệ                   | Ôn Lương Bối tử Bác Hòa Thác Bác Hòa Thác chi hệ                   | Ôn Lương Bối tử Bác Hòa Thác Bác Hòa Thác chi hệ                   | Ôn Lương Bối tử Bác Hòa Thác Bác Hòa Thác chi hệ                   |  |  | Dĩ cách Đoan Trọng Thân vương Bác Lạc Đoan Trọng Quận vương      | Dĩ cách Đoan Trọng Thân vương Bác Lạc Đoan Trọng Quận vương      | Dĩ cách Đoan Trọng Thân vương Bác Lạc Đoan Trọng Quận vương      | Dĩ cách Đoan Trọng Thân vương Bác Lạc Đoan Trọng Quận vương      | Dĩ cách Đoan Trọng Thân vương Bác Lạc Đoan Trọng Quận vương      | Dĩ cách Đoan Trọng Thân vương Bác Lạc Đoan Trọng Quận vương      |  |  | An Quận vương Nhạc Lạc 1625 - 1651 - 1689 | An Quận vương Nhạc Lạc 1625 - 1651 - 1689 | An Quận vương Nhạc Lạc 1625 - 1651 - 1689 | An Quận vương Nhạc Lạc 1625 - 1651 - 1689 | An Quận vương Nhạc Lạc 1625 - 1651 - 1689 | An Quận vương Nhạc Lạc 1625 - 1651 - 1689 |  |  |                                                |                                                |                                                |                                                |                                                |                                                |  |  |  |  |  |  |  |  |  |  |  |  |  |  |  |  |  |  |  |  |  |  |  |  |  |  |  |  |  |  |
|                                                                   |                                                                   |                                                                   |                                                                   |                                                                   |                                                                   |  |  |                                                                    |                                                                    |                                                                    |                                                                    |                                                                    |                                                                    |  |  |                                                                  |                                                                  |                                                                  |                                                                  |                                                                  |                                                                  |  |  |                                           |                                           |                                           |                                           |                                           |                                           |  |  |                                                |                                                |                                                |                                                |                                                |                                                |  |  |  |  |  |  |  |  |  |  |  |  |  |  |  |  |  |  |  |  |  |  |  |  |  |  |  |  |  |  |
| Tam đẳng Phụ quốc Tướng quân Tắc Lăng Ngạch Tắc Lăng Ngạch chi hệ | Tam đẳng Phụ quốc Tướng quân Tắc Lăng Ngạch Tắc Lăng Ngạch chi hệ | Tam đẳng Phụ quốc Tướng quân Tắc Lăng Ngạch Tắc Lăng Ngạch chi hệ | Tam đẳng Phụ quốc Tướng quân Tắc Lăng Ngạch Tắc Lăng Ngạch chi hệ | Tam đẳng Phụ quốc Tướng quân Tắc Lăng Ngạch Tắc Lăng Ngạch chi hệ | Tam đẳng Phụ quốc Tướng quân Tắc Lăng Ngạch Tắc Lăng Ngạch chi hệ |  |  | An Ý Quận vương Mã Nhĩ Hồn 1663 - 1689 - 1709                      | An Ý Quận vương Mã Nhĩ Hồn 1663 - 1689 - 1709                      | An Ý Quận vương Mã Nhĩ Hồn 1663 - 1689 - 1709                      | An Ý Quận vương Mã Nhĩ Hồn 1663 - 1689 - 1709                      | An Ý Quận vương Mã Nhĩ Hồn 1663 - 1689 - 1709                      | An Ý Quận vương Mã Nhĩ Hồn 1663 - 1689 - 1709                      |  |  | Dĩ cách Tam đẳng Trấn quốc Tướng quân Tắc Bố Lễ Tắc Bố Lễ chi hệ | Dĩ cách Tam đẳng Trấn quốc Tướng quân Tắc Bố Lễ Tắc Bố Lễ chi hệ | Dĩ cách Tam đẳng Trấn quốc Tướng quân Tắc Bố Lễ Tắc Bố Lễ chi hệ | Dĩ cách Tam đẳng Trấn quốc Tướng quân Tắc Bố Lễ Tắc Bố Lễ chi hệ | Dĩ cách Tam đẳng Trấn quốc Tướng quân Tắc Bố Lễ Tắc Bố Lễ chi hệ | Dĩ cách Tam đẳng Trấn quốc Tướng quân Tắc Bố Lễ Tắc Bố Lễ chi hệ |  |  | Trấn quốc công Kinh Hi Hi Quận vương      | Trấn quốc công Kinh Hi Hi Quận vương      | Trấn quốc công Kinh Hi Hi Quận vương      | Trấn quốc công Kinh Hi Hi Quận vương      | Trấn quốc công Kinh Hi Hi Quận vương      | Trấn quốc công Kinh Hi Hi Quận vương      |  |  | Dĩ cách Cần Quận vương Uẩn Đoan Cần Quận vương | Dĩ cách Cần Quận vương Uẩn Đoan Cần Quận vương | Dĩ cách Cần Quận vương Uẩn Đoan Cần Quận vương | Dĩ cách Cần Quận vương Uẩn Đoan Cần Quận vương | Dĩ cách Cần Quận vương Uẩn Đoan Cần Quận vương | Dĩ cách Cần Quận vương Uẩn Đoan Cần Quận vương |  |  |  |  |  |  |  |  |  |  |  |  |  |  |  |  |  |  |  |  |  |  |  |  |  |  |  |  |  |  |
| Tam đẳng Phụ quốc Tướng quân Tắc Lăng Ngạch Tắc Lăng Ngạch chi hệ | Tam đẳng Phụ quốc Tướng quân Tắc Lăng Ngạch Tắc Lăng Ngạch chi hệ | Tam đẳng Phụ quốc Tướng quân Tắc Lăng Ngạch Tắc Lăng Ngạch chi hệ | Tam đẳng Phụ quốc Tướng quân Tắc Lăng Ngạch Tắc Lăng Ngạch chi hệ | Tam đẳng Phụ quốc Tướng quân Tắc Lăng Ngạch Tắc Lăng Ngạch chi hệ | Tam đẳng Phụ quốc Tướng quân Tắc Lăng Ngạch Tắc Lăng Ngạch chi hệ |  |  | An Ý Quận vương Mã Nhĩ Hồn 1663 - 1689 - 1709                      | An Ý Quận vương Mã Nhĩ Hồn 1663 - 1689 - 1709                      | An Ý Quận vương Mã Nhĩ Hồn 1663 - 1689 - 1709                      | An Ý Quận vương Mã Nhĩ Hồn 1663 - 1689 - 1709                      | An Ý Quận vương Mã Nhĩ Hồn 1663 - 1689 - 1709                      | An Ý Quận vương Mã Nhĩ Hồn 1663 - 1689 - 1709                      |  |  | Dĩ cách Tam đẳng Trấn quốc Tướng quân Tắc Bố Lễ Tắc Bố Lễ chi hệ | Dĩ cách Tam đẳng Trấn quốc Tướng quân Tắc Bố Lễ Tắc Bố Lễ chi hệ | Dĩ cách Tam đẳng Trấn quốc Tướng quân Tắc Bố Lễ Tắc Bố Lễ chi hệ | Dĩ cách Tam đẳng Trấn quốc Tướng quân Tắc Bố Lễ Tắc Bố Lễ chi hệ | Dĩ cách Tam đẳng Trấn quốc Tướng quân Tắc Bố Lễ Tắc Bố Lễ chi hệ | Dĩ cách Tam đẳng Trấn quốc Tướng quân Tắc Bố Lễ Tắc Bố Lễ chi hệ |  |  | Trấn quốc công Kinh Hi Hi Quận vương      | Trấn quốc công Kinh Hi Hi Quận vương      | Trấn quốc công Kinh Hi Hi Quận vương      | Trấn quốc công Kinh Hi Hi Quận vương      | Trấn quốc công Kinh Hi Hi Quận vương      | Trấn quốc công Kinh Hi Hi Quận vương      |  |  | Dĩ cách Cần Quận vương Uẩn Đoan Cần Quận vương | Dĩ cách Cần Quận vương Uẩn Đoan Cần Quận vương | Dĩ cách Cần Quận vương Uẩn Đoan Cần Quận vương | Dĩ cách Cần Quận vương Uẩn Đoan Cần Quận vương | Dĩ cách Cần Quận vương Uẩn Đoan Cần Quận vương | Dĩ cách Cần Quận vương Uẩn Đoan Cần Quận vương |  |  |  |  |  |  |  |  |  |  |  |  |  |  |  |  |  |  |  |  |  |  |  |  |  |  |  |  |  |  |
|                                                                   |                                                                   |                                                                   |                                                                   |                                                                   |                                                                   |  |  |                                                                    |                                                                    |                                                                    |                                                                    |                                                                    |                                                                    |  |  |                                                                  |                                                                  |                                                                  |                                                                  |                                                                  |                                                                  |  |  |                                           |                                           |                                           |                                           |                                           |                                           |  |  |                                                |                                                |                                                |                                                |                                                |                                                |  |  |  |  |  |  |  |  |  |  |  |  |  |  |  |  |  |  |  |  |  |  |  |  |  |  |  |  |  |  |
| An Tiết Quận vương Hoa Di 1685 - 1709 - 1718                      | An Tiết Quận vương Hoa Di 1685 - 1709 - 1718                      | An Tiết Quận vương Hoa Di 1685 - 1709 - 1718                      | An Tiết Quận vương Hoa Di 1685 - 1709 - 1718                      | An Tiết Quận vương Hoa Di 1685 - 1709 - 1718                      | An Tiết Quận vương Hoa Di 1685 - 1709 - 1718                      |  |  | Dĩ cách Phụng ân Tướng quân Hoa Bân 1686 - 1735                    | Dĩ cách Phụng ân Tướng quân Hoa Bân 1686 - 1735                    | Dĩ cách Phụng ân Tướng quân Hoa Bân 1686 - 1735                    | Dĩ cách Phụng ân Tướng quân Hoa Bân 1686 - 1735                    | Dĩ cách Phụng ân Tướng quân Hoa Bân 1686 - 1735                    | Dĩ cách Phụng ân Tướng quân Hoa Bân 1686 - 1735                    |  |  |                                                                  |                                                                  |                                                                  |                                                                  |                                                                  |                                                                  |  |  |                                           |                                           |                                           |                                           |                                           |                                           |  |  |                                                |                                                |                                                |                                                |                                                |                                                |  |  |  |  |  |  |  |  |  |  |  |  |  |  |  |  |  |  |  |  |  |  |  |  |  |  |  |  |  |  |
| An Tiết Quận vương Hoa Di 1685 - 1709 - 1718                      | An Tiết Quận vương Hoa Di 1685 - 1709 - 1718                      | An Tiết Quận vương Hoa Di 1685 - 1709 - 1718                      | An Tiết Quận vương Hoa Di 1685 - 1709 - 1718                      | An Tiết Quận vương Hoa Di 1685 - 1709 - 1718                      | An Tiết Quận vương Hoa Di 1685 - 1709 - 1718                      |  |  | Dĩ cách Phụng ân Tướng quân Hoa Bân 1686 - 1735                    | Dĩ cách Phụng ân Tướng quân Hoa Bân 1686 - 1735                    | Dĩ cách Phụng ân Tướng quân Hoa Bân 1686 - 1735                    | Dĩ cách Phụng ân Tướng quân Hoa Bân 1686 - 1735                    | Dĩ cách Phụng ân Tướng quân Hoa Bân 1686 - 1735                    | Dĩ cách Phụng ân Tướng quân Hoa Bân 1686 - 1735                    |  |  |                                                                  |                                                                  |                                                                  |                                                                  |                                                                  |                                                                  |  |  |                                           |                                           |                                           |                                           |                                           |                                           |  |  |                                                |                                                |                                                |                                                |                                                |                                                |  |  |  |  |  |  |  |  |  |  |  |  |  |  |  |  |  |  |  |  |  |  |  |  |  |  |  |  |  |  |
|                                                                   |                                                                   |                                                                   |                                                                   |                                                                   |                                                                   |  |  |                                                                    |                                                                    |                                                                    |                                                                    |                                                                    |                                                                    |  |  |                                                                  |                                                                  |                                                                  |                                                                  |                                                                  |                                                                  |  |  |                                           |                                           |                                           |                                           |                                           |                                           |  |  |                                                |                                                |                                                |                                                |                                                |                                                |  |  |  |  |  |  |  |  |  |  |  |  |  |  |  |  |  |  |  |  |  |  |  |  |  |  |  |  |  |  |
|                                                                   |                                                                   |                                                                   |                                                                   |                                                                   |                                                                   |  |  | Truy phong Phụng ân Phụ quốc công Tích Quý 1707 - 1772             |                                                                    |                                                                    |                                                                    |                                                                    |                                                                    |  |  |                                                                  |                                                                  |                                                                  |                                                                  |                                                                  |                                                                  |  |  |                                           |                                           |                                           |                                           |                                           |                                           |  |  |                                                |                                                |                                                |                                                |                                                |                                                |  |  |  |  |  |  |  |  |  |  |  |  |  |  |  |  |  |  |  |  |  |  |  |  |  |  |  |  |  |  |
|                                                                   |                                                                   |                                                                   |                                                                   |                                                                   |                                                                   |  |  |                                                                    |                                                                    |                                                                    |                                                                    |                                                                    |                                                                    |  |  |                                                                  |                                                                  |                                                                  |                                                                  |                                                                  |                                                                  |  |  |                                           |                                           |                                           |                                           |                                           |                                           |  |  |                                                |                                                |                                                |                                                |                                                |                                                |  |  |  |  |  |  |  |  |  |  |  |  |  |  |  |  |  |  |  |  |  |  |  |  |  |  |  |  |  |  |
|                                                                   |                                                                   |                                                                   |                                                                   |                                                                   |                                                                   |  |  |                                                                    |                                                                    |                                                                    |                                                                    |                                                                    |                                                                    |  |  |                                                                  |                                                                  |                                                                  |                                                                  |                                                                  |                                                                  |  |  |                                           |                                           |                                           |                                           |                                           |                                           |  |  |                                                |                                                |                                                |                                                |                                                |                                                |  |  |  |  |  |  |  |  |  |  |  |  |  |  |  |  |  |  |  |  |  |  |  |  |  |  |  |  |  |  |
| Truy phong Phụng ân Phụ quốc công Đại Anh 1730 - 1780             | Truy phong Phụng ân Phụ quốc công Đại Anh 1730 - 1780             | Truy phong Phụng ân Phụ quốc công Đại Anh 1730 - 1780             | Truy phong Phụng ân Phụ quốc công Đại Anh 1730 - 1780             | Truy phong Phụng ân Phụ quốc công Đại Anh 1730 - 1780             | Truy phong Phụng ân Phụ quốc công Đại Anh 1730 - 1780             |  |  | Phụng ân Phụ quốc công Kỳ Côn 1739 - 1778 - 1783                   | Phụng ân Phụ quốc công Kỳ Côn 1739 - 1778 - 1783                   | Phụng ân Phụ quốc công Kỳ Côn 1739 - 1778 - 1783                   | Phụng ân Phụ quốc công Kỳ Côn 1739 - 1778 - 1783                   | Phụng ân Phụ quốc công Kỳ Côn 1739 - 1778 - 1783                   | Phụng ân Phụ quốc công Kỳ Côn 1739 - 1778 - 1783                   |  |  |                                                                  |                                                                  |                                                                  |                                                                  |                                                                  |                                                                  |  |  |                                           |                                           |                                           |                                           |                                           |                                           |  |  |                                                |                                                |                                                |                                                |                                                |                                                |  |  |  |  |  |  |  |  |  |  |  |  |  |  |  |  |  |  |  |  |  |  |  |  |  |  |  |  |  |  |
| Truy phong Phụng ân Phụ quốc công Đại Anh 1730 - 1780             | Truy phong Phụng ân Phụ quốc công Đại Anh 1730 - 1780             | Truy phong Phụng ân Phụ quốc công Đại Anh 1730 - 1780             | Truy phong Phụng ân Phụ quốc công Đại Anh 1730 - 1780             | Truy phong Phụng ân Phụ quốc công Đại Anh 1730 - 1780             | Truy phong Phụng ân Phụ quốc công Đại Anh 1730 - 1780             |  |  | Phụng ân Phụ quốc công Kỳ Côn 1739 - 1778 - 1783                   | Phụng ân Phụ quốc công Kỳ Côn 1739 - 1778 - 1783                   | Phụng ân Phụ quốc công Kỳ Côn 1739 - 1778 - 1783                   | Phụng ân Phụ quốc công Kỳ Côn 1739 - 1778 - 1783                   | Phụng ân Phụ quốc công Kỳ Côn 1739 - 1778 - 1783                   | Phụng ân Phụ quốc công Kỳ Côn 1739 - 1778 - 1783                   |  |  |                                                                  |                                                                  |                                                                  |                                                                  |                                                                  |                                                                  |  |  |                                           |                                           |                                           |                                           |                                           |                                           |  |  |                                                |                                                |                                                |                                                |                                                |                                                |  |  |  |  |  |  |  |  |  |  |  |  |  |  |  |  |  |  |  |  |  |  |  |  |  |  |  |  |  |  |
| Phụng ân Phụ quốc công Bố Lan Thái 1751 - 1805 - 1821             | Phụng ân Phụ quốc công Bố Lan Thái 1751 - 1805 - 1821             | Phụng ân Phụ quốc công Bố Lan Thái 1751 - 1805 - 1821             | Phụng ân Phụ quốc công Bố Lan Thái 1751 - 1805 - 1821             | Phụng ân Phụ quốc công Bố Lan Thái 1751 - 1805 - 1821             | Phụng ân Phụ quốc công Bố Lan Thái 1751 - 1805 - 1821             |  |  | Dĩ cách Phụng ân Phụ quốc công Sùng Tích 1780 - 1783 - 1804 - 1821 | Dĩ cách Phụng ân Phụ quốc công Sùng Tích 1780 - 1783 - 1804 - 1821 | Dĩ cách Phụng ân Phụ quốc công Sùng Tích 1780 - 1783 - 1804 - 1821 | Dĩ cách Phụng ân Phụ quốc công Sùng Tích 1780 - 1783 - 1804 - 1821 | Dĩ cách Phụng ân Phụ quốc công Sùng Tích 1780 - 1783 - 1804 - 1821 | Dĩ cách Phụng ân Phụ quốc công Sùng Tích 1780 - 1783 - 1804 - 1821 |  |  |                                                                  |                                                                  |                                                                  |                                                                  |                                                                  |                                                                  |  |  |                                           |                                           |                                           |                                           |                                           |                                           |  |  |                                                |                                                |                                                |                                                |                                                |                                                |  |  |  |  |  |  |  |  |  |  |  |  |  |  |  |  |  |  |  |  |  |  |  |  |  |  |  |  |  |  |
| Phụng ân Phụ quốc công Bố Lan Thái 1751 - 1805 - 1821             | Phụng ân Phụ quốc công Bố Lan Thái 1751 - 1805 - 1821             | Phụng ân Phụ quốc công Bố Lan Thái 1751 - 1805 - 1821             | Phụng ân Phụ quốc công Bố Lan Thái 1751 - 1805 - 1821             | Phụng ân Phụ quốc công Bố Lan Thái 1751 - 1805 - 1821             | Phụng ân Phụ quốc công Bố Lan Thái 1751 - 1805 - 1821             |  |  | Dĩ cách Phụng ân Phụ quốc công Sùng Tích 1780 - 1783 - 1804 - 1821 | Dĩ cách Phụng ân Phụ quốc công Sùng Tích 1780 - 1783 - 1804 - 1821 | Dĩ cách Phụng ân Phụ quốc công Sùng Tích 1780 - 1783 - 1804 - 1821 | Dĩ cách Phụng ân Phụ quốc công Sùng Tích 1780 - 1783 - 1804 - 1821 | Dĩ cách Phụng ân Phụ quốc công Sùng Tích 1780 - 1783 - 1804 - 1821 | Dĩ cách Phụng ân Phụ quốc công Sùng Tích 1780 - 1783 - 1804 - 1821 |  |  |                                                                  |                                                                  |                                                                  |                                                                  |                                                                  |                                                                  |  |  |                                           |                                           |                                           |                                           |                                           |                                           |  |  |                                                |                                                |                                                |                                                |                                                |                                                |  |  |  |  |  |  |  |  |  |  |  |  |  |  |  |  |  |  |  |  |  |  |  |  |  |  |  |  |  |  |
| Phụng ân Phụ quốc công Hanh Minh 1799 - 1821 - 1860               |                                                                   |                                                                   |                                                                   |                                                                   |                                                                   |  |  |                                                                    |                                                                    |                                                                    |                                                                    |                                                                    |                                                                    |  |  |                                                                  |                                                                  |                                                                  |                                                                  |                                                                  |                                                                  |  |  |                                           |                                           |                                           |                                           |                                           |                                           |  |  |                                                |                                                |                                                |                                                |                                                |                                                |  |  |  |  |  |  |  |  |  |  |  |  |  |  |  |  |  |  |  |  |  |  |  |  |  |  |  |  |  |  |
|                                                                   |                                                                   |                                                                   |                                                                   |                                                                   |                                                                   |  |  |                                                                    |                                                                    |                                                                    |                                                                    |                                                                    |                                                                    |  |  |                                                                  |                                                                  |                                                                  |                                                                  |                                                                  |                                                                  |  |  |                                           |                                           |                                           |                                           |                                           |                                           |  |  |                                                |                                                |                                                |                                                |                                                |                                                |  |  |  |  |  |  |  |  |  |  |  |  |  |  |  |  |  |  |  |  |  |  |  |  |  |  |  |  |  |  |
|                                                                   |                                                                   |                                                                   |                                                                   |                                                                   |                                                                   |  |  |                                                                    |                                                                    |                                                                    |                                                                    |                                                                    |                                                                    |  |  |                                                                  |                                                                  |                                                                  |                                                                  |                                                                  |                                                                  |  |  |                                           |                                           |                                           |                                           |                                           |                                           |  |  |                                                |                                                |                                                |                                                |                                                |                                                |  |  |  |  |  |  |  |  |  |  |  |  |  |  |  |  |  |  |  |  |  |  |  |  |  |  |  |  |  |  |
| Phụng quốc Tướng quân Dụ Thiện Dụ Thiện chi hệ                    | Phụng quốc Tướng quân Dụ Thiện Dụ Thiện chi hệ                    | Phụng quốc Tướng quân Dụ Thiện Dụ Thiện chi hệ                    | Phụng quốc Tướng quân Dụ Thiện Dụ Thiện chi hệ                    | Phụng quốc Tướng quân Dụ Thiện Dụ Thiện chi hệ                    | Phụng quốc Tướng quân Dụ Thiện Dụ Thiện chi hệ                    |  |  | Phụng quốc Tướng quân Dụ An Dụ An chi hệ                           | Phụng quốc Tướng quân Dụ An Dụ An chi hệ                           | Phụng quốc Tướng quân Dụ An Dụ An chi hệ                           | Phụng quốc Tướng quân Dụ An Dụ An chi hệ                           | Phụng quốc Tướng quân Dụ An Dụ An chi hệ                           | Phụng quốc Tướng quân Dụ An Dụ An chi hệ                           |  |  | Phụng ân Phụ quốc công Dụ Khác 1843 - 1861 - 1873                | Phụng ân Phụ quốc công Dụ Khác 1843 - 1861 - 1873                | Phụng ân Phụ quốc công Dụ Khác 1843 - 1861 - 1873                | Phụng ân Phụ quốc công Dụ Khác 1843 - 1861 - 1873                | Phụng ân Phụ quốc công Dụ Khác 1843 - 1861 - 1873                | Phụng ân Phụ quốc công Dụ Khác 1843 - 1861 - 1873                |  |  |                                           |                                           |                                           |                                           |                                           |                                           |  |  |                                                |                                                |                                                |                                                |                                                |                                                |  |  |  |  |  |  |  |  |  |  |  |  |  |  |  |  |  |  |  |  |  |  |  |  |  |  |  |  |  |  |
| Phụng quốc Tướng quân Dụ Thiện Dụ Thiện chi hệ                    | Phụng quốc Tướng quân Dụ Thiện Dụ Thiện chi hệ                    | Phụng quốc Tướng quân Dụ Thiện Dụ Thiện chi hệ                    | Phụng quốc Tướng quân Dụ Thiện Dụ Thiện chi hệ                    | Phụng quốc Tướng quân Dụ Thiện Dụ Thiện chi hệ                    | Phụng quốc Tướng quân Dụ Thiện Dụ Thiện chi hệ                    |  |  | Phụng quốc Tướng quân Dụ An Dụ An chi hệ                           | Phụng quốc Tướng quân Dụ An Dụ An chi hệ                           | Phụng quốc Tướng quân Dụ An Dụ An chi hệ                           | Phụng quốc Tướng quân Dụ An Dụ An chi hệ                           | Phụng quốc Tướng quân Dụ An Dụ An chi hệ                           | Phụng quốc Tướng quân Dụ An Dụ An chi hệ                           |  |  | Phụng ân Phụ quốc công Dụ Khác 1843 - 1861 - 1873                | Phụng ân Phụ quốc công Dụ Khác 1843 - 1861 - 1873                | Phụng ân Phụ quốc công Dụ Khác 1843 - 1861 - 1873                | Phụng ân Phụ quốc công Dụ Khác 1843 - 1861 - 1873                | Phụng ân Phụ quốc công Dụ Khác 1843 - 1861 - 1873                | Phụng ân Phụ quốc công Dụ Khác 1843 - 1861 - 1873                |  |  |                                           |                                           |                                           |                                           |                                           |                                           |  |  |                                                |                                                |                                                |                                                |                                                |                                                |  |  |  |  |  |  |  |  |  |  |  |  |  |  |  |  |  |  |  |  |  |  |  |  |  |  |  |  |  |  |
|                                                                   |                                                                   |                                                                   |                                                                   |                                                                   |                                                                   |  |  |                                                                    |                                                                    |                                                                    |                                                                    |                                                                    |                                                                    |  |  |                                                                  |                                                                  |                                                                  |                                                                  |                                                                  |                                                                  |  |  |                                           |                                           |                                           |                                           |                                           |                                           |  |  |                                                |                                                |                                                |                                                |                                                |                                                |  |  |  |  |  |  |  |  |  |  |  |  |  |  |  |  |  |  |  |  |  |  |  |  |  |  |  |  |  |  |
| Phụng ân Phụ quốc công Ý Phổ 1868 - 1873 - ?                      |                                                                   |                                                                   |                                                                   |                                                                   |                                                                   |  |  |                                                                    |                                                                    |                                                                    |                                                                    |                                                                    |                                                                    |  |  |                                                                  |                                                                  |                                                                  |                                                                  |                                                                  |                                                                  |  |  |                                           |                                           |                                           |                                           |                                           |                                           |  |  |                                                |                                                |                                                |                                                |                                                |                                                |  |  |  |  |  |  |  |  |  |  |  |  |  |  |  |  |  |  |  |  |  |  |  |  |  |  |  |  |  |  |
|                                                                   |                                                                   |                                                                   |                                                                   |                                                                   |                                                                   |  |  |                                                                    |                                                                    |                                                                    |                                                                    |                                                                    |                                                                    |  |  |                                                                  |                                                                  |                                                                  |                                                                  |                                                                  |                                                                  |  |  |                                           |                                           |                                           |                                           |                                           |                                           |  |  |                                                |                                                |                                                |                                                |                                                |                                                |  |  |  |  |  |  |  |  |  |  |  |  |  |  |  |  |  |  |  |  |  |  |  |  |  |  |  |  |  |  |
| Phổ Đạc 1889 - ?                                                  |                                                                   |                                                                   |                                                                   |                                                                   |                                                                   |  |  |                                                                    |                                                                    |                                                                    |                                                                    |                                                                    |                                                                    |  |  |                                                                  |                                                                  |                                                                  |                                                                  |                                                                  |                                                                  |  |  |                                           |                                           |                                           |                                           |                                           |                                           |  |  |                                                |                                                |                                                |                                                |                                                |                                                |  |  |  |  |  |  |  |  |  |  |  |  |  |  |  |  |  |  |  |  |  |  |  |  |  |  |  |  |  |  |
|                                                                   |                                                                   |                                                                   |                                                                   |                                                                   |                                                                   |  |  |                                                                    |                                                                    |                                                                    |                                                                    |                                                                    |                                                                    |  |  |                                                                  |                                                                  |                                                                  |                                                                  |                                                                  |                                                                  |  |  |                                           |                                           |                                           |                                           |                                           |                                           |  |  |                                                |                                                |                                                |                                                |                                                |                                                |  |  |  |  |  |  |  |  |  |  |  |  |  |  |  |  |  |  |  |  |  |  |  |  |  |  |  |  |  |  |
| Kim Thụy 1912 - ?                                                 |                                                                   |                                                                   |                                                                   |                                                                   |                                                                   |  |  |                                                                    |                                                                    |                                                                    |                                                                    |                                                                    |                                                                    |  |  |                                                                  |                                                                  |                                                                  |                                                                  |                                                                  |                                                                  |  |  |                                           |                                           |                                           |                                           |                                           |                                           |  |  |                                                |                                                |                                                |                                                |                                                |                                                |  |  |  |  |  |  |  |  |  |  |  |  |  |  |  |  |  |  |  |  |  |  |  |  |  |  |  |  |  |  |

### Hiền Bối tử Thượng Kiến
|                                          |                                          |                                          |                                          |                                          |                                          | Truy phong Hiền Bối tử Thượng Kiến 1606 - 1630                |  |  |  |  |  |                                               |                                               |                                               |                                               |                                               |                                               |  |  |  |  |  |  |  |  |  |  |
|                                          |                                          |                                          |                                          |                                          |                                          |                                                               |  |  |  |  |  |                                               |                                               |                                               |                                               |                                               |                                               |  |  |  |  |  |  |  |  |  |  |
|                                          |                                          |                                          |                                          |                                          |                                          |                                                               |  |  |  |  |  |                                               |                                               |                                               |                                               |                                               |                                               |  |  |  |  |  |  |  |  |  |  |
| Điệu Mẫn Bối tử Tô Bố Đồ 1625 - ? - 1648 | Điệu Mẫn Bối tử Tô Bố Đồ 1625 - ? - 1648 | Điệu Mẫn Bối tử Tô Bố Đồ 1625 - ? - 1648 | Điệu Mẫn Bối tử Tô Bố Đồ 1625 - ? - 1648 | Điệu Mẫn Bối tử Tô Bố Đồ 1625 - ? - 1648 | Điệu Mẫn Bối tử Tô Bố Đồ 1625 - ? - 1648 |                                                               |  |  |  |  |  | Giới Khiết Bối tử Cường Độ 1630 - 1649 - 1651 | Giới Khiết Bối tử Cường Độ 1630 - 1649 - 1651 | Giới Khiết Bối tử Cường Độ 1630 - 1649 - 1651 | Giới Khiết Bối tử Cường Độ 1630 - 1649 - 1651 | Giới Khiết Bối tử Cường Độ 1630 - 1649 - 1651 | Giới Khiết Bối tử Cường Độ 1630 - 1649 - 1651 |  |  |  |  |  |  |  |  |  |  |
| Điệu Mẫn Bối tử Tô Bố Đồ 1625 - ? - 1648 | Điệu Mẫn Bối tử Tô Bố Đồ 1625 - ? - 1648 | Điệu Mẫn Bối tử Tô Bố Đồ 1625 - ? - 1648 | Điệu Mẫn Bối tử Tô Bố Đồ 1625 - ? - 1648 | Điệu Mẫn Bối tử Tô Bố Đồ 1625 - ? - 1648 | Điệu Mẫn Bối tử Tô Bố Đồ 1625 - ? - 1648 |                                                               |  |  |  |  |  | Giới Khiết Bối tử Cường Độ 1630 - 1649 - 1651 | Giới Khiết Bối tử Cường Độ 1630 - 1649 - 1651 | Giới Khiết Bối tử Cường Độ 1630 - 1649 - 1651 | Giới Khiết Bối tử Cường Độ 1630 - 1649 - 1651 | Giới Khiết Bối tử Cường Độ 1630 - 1649 - 1651 | Giới Khiết Bối tử Cường Độ 1630 - 1649 - 1651 |  |  |  |  |  |  |  |  |  |  |
|                                          |                                          |                                          |                                          |                                          |                                          |                                                               |  |  |  |  |  |                                               |                                               |                                               |                                               |                                               |                                               |  |  |  |  |  |  |  |  |  |  |
|                                          |                                          |                                          |                                          |                                          |                                          | Phụng ân Trấn quốc công Nhan Linh 1648 - 1652 - 1701 tuyệt tự |  |  |  |  |  |                                               |                                               |                                               |                                               |                                               |                                               |  |  |  |  |  |  |  |  |  |  |

### Ôn Lương Bối tử Bác Hòa Thác
| Ôn Lương Bối tử Bác Hòa Thác 1610 - ? - 1651                  |                                                               |                                                               |                                                               |                                                               |                                                               |  |  |                                                                                  |                                                                                  |                                                                                  |                                                                                  |                                                                                  |                                                                                  |  |  |                                                                    |                                                                    |                                                                    |                                                                    |                                                                    |                                                                    |  |  |                                                       |                                                       |                                                       |                                                       |                                                       |                                                       |  |  |                        |                        |                        |                        |                        |                        |  |  |  |  |  |  |  |  |  |  |  |  |  |  |  |  |  |  |  |  |  |  |  |  |  |  |  |  |
|                                                               |                                                               |                                                               |                                                               |                                                               |                                                               |  |  |                                                                                  |                                                                                  |                                                                                  |                                                                                  |                                                                                  |                                                                                  |  |  |                                                                    |                                                                    |                                                                    |                                                                    |                                                                    |                                                                    |  |  |                                                       |                                                       |                                                       |                                                       |                                                       |                                                       |  |  |                        |                        |                        |                        |                        |                        |  |  |  |  |  |  |  |  |  |  |  |  |  |  |  |  |  |  |  |  |  |  |  |  |  |  |  |  |
|                                                               |                                                               |                                                               |                                                               |                                                               |                                                               |  |  |                                                                                  |                                                                                  |                                                                                  |                                                                                  |                                                                                  |                                                                                  |  |  |                                                                    |                                                                    |                                                                    |                                                                    |                                                                    |                                                                    |  |  |                                                       |                                                       |                                                       |                                                       |                                                       |                                                       |  |  |                        |                        |                        |                        |                        |                        |  |  |  |  |  |  |  |  |  |  |  |  |  |  |  |  |  |  |  |  |  |  |  |  |  |  |  |  |
| Phụng ân Phụ quốc Hoài Mẫn công Ông Cổ Ông Cổ chi hệ          | Phụng ân Phụ quốc Hoài Mẫn công Ông Cổ Ông Cổ chi hệ          | Phụng ân Phụ quốc Hoài Mẫn công Ông Cổ Ông Cổ chi hệ          | Phụng ân Phụ quốc Hoài Mẫn công Ông Cổ Ông Cổ chi hệ          | Phụng ân Phụ quốc Hoài Mẫn công Ông Cổ Ông Cổ chi hệ          | Phụng ân Phụ quốc Hoài Mẫn công Ông Cổ Ông Cổ chi hệ          |  |  | Phụng ân Phụ quốc Hoài Nghi công Cẩm Chú Cẩm Chú chi hệ                          | Phụng ân Phụ quốc Hoài Nghi công Cẩm Chú Cẩm Chú chi hệ                          | Phụng ân Phụ quốc Hoài Nghi công Cẩm Chú Cẩm Chú chi hệ                          | Phụng ân Phụ quốc Hoài Nghi công Cẩm Chú Cẩm Chú chi hệ                          | Phụng ân Phụ quốc Hoài Nghi công Cẩm Chú Cẩm Chú chi hệ                          | Phụng ân Phụ quốc Hoài Nghi công Cẩm Chú Cẩm Chú chi hệ                          |  |  | Giới Khiết Bối tử Phật Khắc Tề Khố Phật Khắc Tề Khố chi hệ         | Giới Khiết Bối tử Phật Khắc Tề Khố Phật Khắc Tề Khố chi hệ         | Giới Khiết Bối tử Phật Khắc Tề Khố Phật Khắc Tề Khố chi hệ         | Giới Khiết Bối tử Phật Khắc Tề Khố Phật Khắc Tề Khố chi hệ         | Giới Khiết Bối tử Phật Khắc Tề Khố Phật Khắc Tề Khố chi hệ         | Giới Khiết Bối tử Phật Khắc Tề Khố Phật Khắc Tề Khố chi hệ         |  |  | Bối tử Chương Thái 1636 - 1652 - 1690                 | Bối tử Chương Thái 1636 - 1652 - 1690                 | Bối tử Chương Thái 1636 - 1652 - 1690                 | Bối tử Chương Thái 1636 - 1652 - 1690                 | Bối tử Chương Thái 1636 - 1652 - 1690                 | Bối tử Chương Thái 1636 - 1652 - 1690                 |  |  |                        |                        |                        |                        |                        |                        |  |  |  |  |  |  |  |  |  |  |  |  |  |  |  |  |  |  |  |  |  |  |  |  |  |  |  |  |
| Phụng ân Phụ quốc Hoài Mẫn công Ông Cổ Ông Cổ chi hệ          | Phụng ân Phụ quốc Hoài Mẫn công Ông Cổ Ông Cổ chi hệ          | Phụng ân Phụ quốc Hoài Mẫn công Ông Cổ Ông Cổ chi hệ          | Phụng ân Phụ quốc Hoài Mẫn công Ông Cổ Ông Cổ chi hệ          | Phụng ân Phụ quốc Hoài Mẫn công Ông Cổ Ông Cổ chi hệ          | Phụng ân Phụ quốc Hoài Mẫn công Ông Cổ Ông Cổ chi hệ          |  |  | Phụng ân Phụ quốc Hoài Nghi công Cẩm Chú Cẩm Chú chi hệ                          | Phụng ân Phụ quốc Hoài Nghi công Cẩm Chú Cẩm Chú chi hệ                          | Phụng ân Phụ quốc Hoài Nghi công Cẩm Chú Cẩm Chú chi hệ                          | Phụng ân Phụ quốc Hoài Nghi công Cẩm Chú Cẩm Chú chi hệ                          | Phụng ân Phụ quốc Hoài Nghi công Cẩm Chú Cẩm Chú chi hệ                          | Phụng ân Phụ quốc Hoài Nghi công Cẩm Chú Cẩm Chú chi hệ                          |  |  | Giới Khiết Bối tử Phật Khắc Tề Khố Phật Khắc Tề Khố chi hệ         | Giới Khiết Bối tử Phật Khắc Tề Khố Phật Khắc Tề Khố chi hệ         | Giới Khiết Bối tử Phật Khắc Tề Khố Phật Khắc Tề Khố chi hệ         | Giới Khiết Bối tử Phật Khắc Tề Khố Phật Khắc Tề Khố chi hệ         | Giới Khiết Bối tử Phật Khắc Tề Khố Phật Khắc Tề Khố chi hệ         | Giới Khiết Bối tử Phật Khắc Tề Khố Phật Khắc Tề Khố chi hệ         |  |  | Bối tử Chương Thái 1636 - 1652 - 1690                 | Bối tử Chương Thái 1636 - 1652 - 1690                 | Bối tử Chương Thái 1636 - 1652 - 1690                 | Bối tử Chương Thái 1636 - 1652 - 1690                 | Bối tử Chương Thái 1636 - 1652 - 1690                 | Bối tử Chương Thái 1636 - 1652 - 1690                 |  |  |                        |                        |                        |                        |                        |                        |  |  |  |  |  |  |  |  |  |  |  |  |  |  |  |  |  |  |  |  |  |  |  |  |  |  |  |  |
|                                                               |                                                               |                                                               |                                                               |                                                               |                                                               |  |  |                                                                                  |                                                                                  |                                                                                  |                                                                                  |                                                                                  |                                                                                  |  |  |                                                                    |                                                                    |                                                                    |                                                                    |                                                                    |                                                                    |  |  |                                                       |                                                       |                                                       |                                                       |                                                       |                                                       |  |  |                        |                        |                        |                        |                        |                        |  |  |  |  |  |  |  |  |  |  |  |  |  |  |  |  |  |  |  |  |  |  |  |  |  |  |  |  |
| Dĩ cách Trấn quốc Tướng quân Bách Thụ 1654 - 1691             | Dĩ cách Trấn quốc Tướng quân Bách Thụ 1654 - 1691             | Dĩ cách Trấn quốc Tướng quân Bách Thụ 1654 - 1691             | Dĩ cách Trấn quốc Tướng quân Bách Thụ 1654 - 1691             | Dĩ cách Trấn quốc Tướng quân Bách Thụ 1654 - 1691             | Dĩ cách Trấn quốc Tướng quân Bách Thụ 1654 - 1691             |  |  | Phụng ân Trấn quốc Khác Mẫn công (Bối tử Phẩm cấp) Truân Châu 1658 - 1690 - 1718 | Phụng ân Trấn quốc Khác Mẫn công (Bối tử Phẩm cấp) Truân Châu 1658 - 1690 - 1718 | Phụng ân Trấn quốc Khác Mẫn công (Bối tử Phẩm cấp) Truân Châu 1658 - 1690 - 1718 | Phụng ân Trấn quốc Khác Mẫn công (Bối tử Phẩm cấp) Truân Châu 1658 - 1690 - 1718 | Phụng ân Trấn quốc Khác Mẫn công (Bối tử Phẩm cấp) Truân Châu 1658 - 1690 - 1718 | Phụng ân Trấn quốc Khác Mẫn công (Bối tử Phẩm cấp) Truân Châu 1658 - 1690 - 1718 |  |  |                                                                    |                                                                    |                                                                    |                                                                    |                                                                    |                                                                    |  |  | Dĩ cách Phụng ân Trấn quốc công Minh Thụy 1666 - 1715 | Dĩ cách Phụng ân Trấn quốc công Minh Thụy 1666 - 1715 | Dĩ cách Phụng ân Trấn quốc công Minh Thụy 1666 - 1715 | Dĩ cách Phụng ân Trấn quốc công Minh Thụy 1666 - 1715 | Dĩ cách Phụng ân Trấn quốc công Minh Thụy 1666 - 1715 | Dĩ cách Phụng ân Trấn quốc công Minh Thụy 1666 - 1715 |  |  |                        |                        |                        |                        |                        |                        |  |  |  |  |  |  |  |  |  |  |  |  |  |  |  |  |  |  |  |  |  |  |  |  |  |  |  |  |
| Dĩ cách Trấn quốc Tướng quân Bách Thụ 1654 - 1691             | Dĩ cách Trấn quốc Tướng quân Bách Thụ 1654 - 1691             | Dĩ cách Trấn quốc Tướng quân Bách Thụ 1654 - 1691             | Dĩ cách Trấn quốc Tướng quân Bách Thụ 1654 - 1691             | Dĩ cách Trấn quốc Tướng quân Bách Thụ 1654 - 1691             | Dĩ cách Trấn quốc Tướng quân Bách Thụ 1654 - 1691             |  |  | Phụng ân Trấn quốc Khác Mẫn công (Bối tử Phẩm cấp) Truân Châu 1658 - 1690 - 1718 | Phụng ân Trấn quốc Khác Mẫn công (Bối tử Phẩm cấp) Truân Châu 1658 - 1690 - 1718 | Phụng ân Trấn quốc Khác Mẫn công (Bối tử Phẩm cấp) Truân Châu 1658 - 1690 - 1718 | Phụng ân Trấn quốc Khác Mẫn công (Bối tử Phẩm cấp) Truân Châu 1658 - 1690 - 1718 | Phụng ân Trấn quốc Khác Mẫn công (Bối tử Phẩm cấp) Truân Châu 1658 - 1690 - 1718 | Phụng ân Trấn quốc Khác Mẫn công (Bối tử Phẩm cấp) Truân Châu 1658 - 1690 - 1718 |  |  |                                                                    |                                                                    |                                                                    |                                                                    |                                                                    |                                                                    |  |  | Dĩ cách Phụng ân Trấn quốc công Minh Thụy 1666 - 1715 | Dĩ cách Phụng ân Trấn quốc công Minh Thụy 1666 - 1715 | Dĩ cách Phụng ân Trấn quốc công Minh Thụy 1666 - 1715 | Dĩ cách Phụng ân Trấn quốc công Minh Thụy 1666 - 1715 | Dĩ cách Phụng ân Trấn quốc công Minh Thụy 1666 - 1715 | Dĩ cách Phụng ân Trấn quốc công Minh Thụy 1666 - 1715 |  |  |                        |                        |                        |                        |                        |                        |  |  |  |  |  |  |  |  |  |  |  |  |  |  |  |  |  |  |  |  |  |  |  |  |  |  |  |  |
| An Chiêm 1680 - 1732                                          | An Chiêm 1680 - 1732                                          | An Chiêm 1680 - 1732                                          | An Chiêm 1680 - 1732                                          | An Chiêm 1680 - 1732                                          | An Chiêm 1680 - 1732                                          |  |  | Văn Chiêu                                                                        | Văn Chiêu                                                                        | Văn Chiêu                                                                        | Văn Chiêu                                                                        | Văn Chiêu                                                                        | Văn Chiêu                                                                        |  |  |                                                                    |                                                                    |                                                                    |                                                                    |                                                                    |                                                                    |  |  | Hưng Thượng 1705 - 1748                               | Hưng Thượng 1705 - 1748                               | Hưng Thượng 1705 - 1748                               | Hưng Thượng 1705 - 1748                               | Hưng Thượng 1705 - 1748                               | Hưng Thượng 1705 - 1748                               |  |  |                        |                        |                        |                        |                        |                        |  |  |  |  |  |  |  |  |  |  |  |  |  |  |  |  |  |  |  |  |  |  |  |  |  |  |  |  |
| An Chiêm 1680 - 1732                                          | An Chiêm 1680 - 1732                                          | An Chiêm 1680 - 1732                                          | An Chiêm 1680 - 1732                                          | An Chiêm 1680 - 1732                                          | An Chiêm 1680 - 1732                                          |  |  | Văn Chiêu                                                                        | Văn Chiêu                                                                        | Văn Chiêu                                                                        | Văn Chiêu                                                                        | Văn Chiêu                                                                        | Văn Chiêu                                                                        |  |  |                                                                    |                                                                    |                                                                    |                                                                    |                                                                    |                                                                    |  |  | Hưng Thượng 1705 - 1748                               | Hưng Thượng 1705 - 1748                               | Hưng Thượng 1705 - 1748                               | Hưng Thượng 1705 - 1748                               | Hưng Thượng 1705 - 1748                               | Hưng Thượng 1705 - 1748                               |  |  |                        |                        |                        |                        |                        |                        |  |  |  |  |  |  |  |  |  |  |  |  |  |  |  |  |  |  |  |  |  |  |  |  |  |  |  |  |
|                                                               |                                                               |                                                               |                                                               |                                                               |                                                               |  |  |                                                                                  |                                                                                  |                                                                                  |                                                                                  |                                                                                  |                                                                                  |  |  |                                                                    |                                                                    |                                                                    |                                                                    |                                                                    |                                                                    |  |  |                                                       |                                                       |                                                       |                                                       |                                                       |                                                       |  |  |                        |                        |                        |                        |                        |                        |  |  |  |  |  |  |  |  |  |  |  |  |  |  |  |  |  |  |  |  |  |  |  |  |  |  |  |  |
| Phụng ân Phụ quốc Cung Khác công Phùng Tín 1706 - 1718 - 1747 | Phụng ân Phụ quốc Cung Khác công Phùng Tín 1706 - 1718 - 1747 | Phụng ân Phụ quốc Cung Khác công Phùng Tín 1706 - 1718 - 1747 | Phụng ân Phụ quốc Cung Khác công Phùng Tín 1706 - 1718 - 1747 | Phụng ân Phụ quốc Cung Khác công Phùng Tín 1706 - 1718 - 1747 | Phụng ân Phụ quốc Cung Khác công Phùng Tín 1706 - 1718 - 1747 |  |  |                                                                                  |                                                                                  |                                                                                  |                                                                                  |                                                                                  |                                                                                  |  |  |                                                                    |                                                                    |                                                                    |                                                                    |                                                                    |                                                                    |  |  | Bình Thái 1726 - 1776                                 | Bình Thái 1726 - 1776                                 | Bình Thái 1726 - 1776                                 | Bình Thái 1726 - 1776                                 | Bình Thái 1726 - 1776                                 | Bình Thái 1726 - 1776                                 |  |  |                        |                        |                        |                        |                        |                        |  |  |  |  |  |  |  |  |  |  |  |  |  |  |  |  |  |  |  |  |  |  |  |  |  |  |  |  |
| Phụng ân Phụ quốc Cung Khác công Phùng Tín 1706 - 1718 - 1747 | Phụng ân Phụ quốc Cung Khác công Phùng Tín 1706 - 1718 - 1747 | Phụng ân Phụ quốc Cung Khác công Phùng Tín 1706 - 1718 - 1747 | Phụng ân Phụ quốc Cung Khác công Phùng Tín 1706 - 1718 - 1747 | Phụng ân Phụ quốc Cung Khác công Phùng Tín 1706 - 1718 - 1747 | Phụng ân Phụ quốc Cung Khác công Phùng Tín 1706 - 1718 - 1747 |  |  |                                                                                  |                                                                                  |                                                                                  |                                                                                  |                                                                                  |                                                                                  |  |  |                                                                    |                                                                    |                                                                    |                                                                    |                                                                    |                                                                    |  |  | Bình Thái 1726 - 1776                                 | Bình Thái 1726 - 1776                                 | Bình Thái 1726 - 1776                                 | Bình Thái 1726 - 1776                                 | Bình Thái 1726 - 1776                                 | Bình Thái 1726 - 1776                                 |  |  |                        |                        |                        |                        |                        |                        |  |  |  |  |  |  |  |  |  |  |  |  |  |  |  |  |  |  |  |  |  |  |  |  |  |  |  |  |
| Phụng ân Phụ quốc công Thịnh Xương 1741 - 1747 - 1787         | Phụng ân Phụ quốc công Thịnh Xương 1741 - 1747 - 1787         | Phụng ân Phụ quốc công Thịnh Xương 1741 - 1747 - 1787         | Phụng ân Phụ quốc công Thịnh Xương 1741 - 1747 - 1787         | Phụng ân Phụ quốc công Thịnh Xương 1741 - 1747 - 1787         | Phụng ân Phụ quốc công Thịnh Xương 1741 - 1747 - 1787         |  |  |                                                                                  |                                                                                  |                                                                                  |                                                                                  |                                                                                  |                                                                                  |  |  |                                                                    |                                                                    |                                                                    |                                                                    |                                                                    |                                                                    |  |  | Ngọc Lương 1753 - 1812                                | Ngọc Lương 1753 - 1812                                | Ngọc Lương 1753 - 1812                                | Ngọc Lương 1753 - 1812                                | Ngọc Lương 1753 - 1812                                | Ngọc Lương 1753 - 1812                                |  |  |                        |                        |                        |                        |                        |                        |  |  |  |  |  |  |  |  |  |  |  |  |  |  |  |  |  |  |  |  |  |  |  |  |  |  |  |  |
| Phụng ân Phụ quốc công Thịnh Xương 1741 - 1747 - 1787         | Phụng ân Phụ quốc công Thịnh Xương 1741 - 1747 - 1787         | Phụng ân Phụ quốc công Thịnh Xương 1741 - 1747 - 1787         | Phụng ân Phụ quốc công Thịnh Xương 1741 - 1747 - 1787         | Phụng ân Phụ quốc công Thịnh Xương 1741 - 1747 - 1787         | Phụng ân Phụ quốc công Thịnh Xương 1741 - 1747 - 1787         |  |  |                                                                                  |                                                                                  |                                                                                  |                                                                                  |                                                                                  |                                                                                  |  |  |                                                                    |                                                                    |                                                                    |                                                                    |                                                                    |                                                                    |  |  | Ngọc Lương 1753 - 1812                                | Ngọc Lương 1753 - 1812                                | Ngọc Lương 1753 - 1812                                | Ngọc Lương 1753 - 1812                                | Ngọc Lương 1753 - 1812                                | Ngọc Lương 1753 - 1812                                |  |  |                        |                        |                        |                        |                        |                        |  |  |  |  |  |  |  |  |  |  |  |  |  |  |  |  |  |  |  |  |  |  |  |  |  |  |  |  |
|                                                               |                                                               |                                                               |                                                               |                                                               |                                                               |  |  |                                                                                  |                                                                                  |                                                                                  |                                                                                  |                                                                                  |                                                                                  |  |  |                                                                    |                                                                    |                                                                    |                                                                    |                                                                    |                                                                    |  |  |                                                       |                                                       |                                                       |                                                       |                                                       |                                                       |  |  |                        |                        |                        |                        |                        |                        |  |  |  |  |  |  |  |  |  |  |  |  |  |  |  |  |  |  |  |  |  |  |  |  |  |  |  |  |
| Thành Miên 1761 - ?                                           | Thành Miên 1761 - ?                                           | Thành Miên 1761 - ?                                           | Thành Miên 1761 - ?                                           | Thành Miên 1761 - ?                                           | Thành Miên 1761 - ?                                           |  |  | Phụng ân Phụ quốc công Khánh Di 1763 - 1787 - 1813                               | Phụng ân Phụ quốc công Khánh Di 1763 - 1787 - 1813                               | Phụng ân Phụ quốc công Khánh Di 1763 - 1787 - 1813                               | Phụng ân Phụ quốc công Khánh Di 1763 - 1787 - 1813                               | Phụng ân Phụ quốc công Khánh Di 1763 - 1787 - 1813                               | Phụng ân Phụ quốc công Khánh Di 1763 - 1787 - 1813                               |  |  |                                                                    |                                                                    |                                                                    |                                                                    |                                                                    |                                                                    |  |  | Khoan Hưng 1774 - 1837                                | Khoan Hưng 1774 - 1837                                | Khoan Hưng 1774 - 1837                                | Khoan Hưng 1774 - 1837                                | Khoan Hưng 1774 - 1837                                | Khoan Hưng 1774 - 1837                                |  |  | Khoan Miên 1786 - 1829 | Khoan Miên 1786 - 1829 | Khoan Miên 1786 - 1829 | Khoan Miên 1786 - 1829 | Khoan Miên 1786 - 1829 | Khoan Miên 1786 - 1829 |  |  |  |  |  |  |  |  |  |  |  |  |  |  |  |  |  |  |  |  |  |  |  |  |  |  |  |  |
| Thành Miên 1761 - ?                                           | Thành Miên 1761 - ?                                           | Thành Miên 1761 - ?                                           | Thành Miên 1761 - ?                                           | Thành Miên 1761 - ?                                           | Thành Miên 1761 - ?                                           |  |  | Phụng ân Phụ quốc công Khánh Di 1763 - 1787 - 1813                               | Phụng ân Phụ quốc công Khánh Di 1763 - 1787 - 1813                               | Phụng ân Phụ quốc công Khánh Di 1763 - 1787 - 1813                               | Phụng ân Phụ quốc công Khánh Di 1763 - 1787 - 1813                               | Phụng ân Phụ quốc công Khánh Di 1763 - 1787 - 1813                               | Phụng ân Phụ quốc công Khánh Di 1763 - 1787 - 1813                               |  |  |                                                                    |                                                                    |                                                                    |                                                                    |                                                                    |                                                                    |  |  | Khoan Hưng 1774 - 1837                                | Khoan Hưng 1774 - 1837                                | Khoan Hưng 1774 - 1837                                | Khoan Hưng 1774 - 1837                                | Khoan Hưng 1774 - 1837                                | Khoan Hưng 1774 - 1837                                |  |  | Khoan Miên 1786 - 1829 | Khoan Miên 1786 - 1829 | Khoan Miên 1786 - 1829 | Khoan Miên 1786 - 1829 | Khoan Miên 1786 - 1829 | Khoan Miên 1786 - 1829 |  |  |  |  |  |  |  |  |  |  |  |  |  |  |  |  |  |  |  |  |  |  |  |  |  |  |  |  |
|                                                               |                                                               |                                                               |                                                               |                                                               |                                                               |  |  |                                                                                  |                                                                                  |                                                                                  |                                                                                  |                                                                                  |                                                                                  |  |  |                                                                    |                                                                    |                                                                    |                                                                    |                                                                    |                                                                    |  |  |                                                       |                                                       |                                                       |                                                       |                                                       |                                                       |  |  |                        |                        |                        |                        |                        |                        |  |  |  |  |  |  |  |  |  |  |  |  |  |  |  |  |  |  |  |  |  |  |  |  |  |  |  |  |
| Cảnh Tích 1793 - 1834                                         | Cảnh Tích 1793 - 1834                                         | Cảnh Tích 1793 - 1834                                         | Cảnh Tích 1793 - 1834                                         | Cảnh Tích 1793 - 1834                                         | Cảnh Tích 1793 - 1834                                         |  |  | Dĩ cách Phụng ân Phụ quốc công Cảnh Luân 1796 - 1813 - 1839 - 1847               | Dĩ cách Phụng ân Phụ quốc công Cảnh Luân 1796 - 1813 - 1839 - 1847               | Dĩ cách Phụng ân Phụ quốc công Cảnh Luân 1796 - 1813 - 1839 - 1847               | Dĩ cách Phụng ân Phụ quốc công Cảnh Luân 1796 - 1813 - 1839 - 1847               | Dĩ cách Phụng ân Phụ quốc công Cảnh Luân 1796 - 1813 - 1839 - 1847               | Dĩ cách Phụng ân Phụ quốc công Cảnh Luân 1796 - 1813 - 1839 - 1847               |  |  | Dĩ cách Phụng ân Phụ quốc công Cảnh Sùng 1811 - 1839 - 1858 - 1880 | Dĩ cách Phụng ân Phụ quốc công Cảnh Sùng 1811 - 1839 - 1858 - 1880 | Dĩ cách Phụng ân Phụ quốc công Cảnh Sùng 1811 - 1839 - 1858 - 1880 | Dĩ cách Phụng ân Phụ quốc công Cảnh Sùng 1811 - 1839 - 1858 - 1880 | Dĩ cách Phụng ân Phụ quốc công Cảnh Sùng 1811 - 1839 - 1858 - 1880 | Dĩ cách Phụng ân Phụ quốc công Cảnh Sùng 1811 - 1839 - 1858 - 1880 |  |  | Quý Bản 1822 - 1889                                   | Quý Bản 1822 - 1889                                   | Quý Bản 1822 - 1889                                   | Quý Bản 1822 - 1889                                   | Quý Bản 1822 - 1889                                   | Quý Bản 1822 - 1889                                   |  |  |                        |                        |                        |                        |                        |                        |  |  |  |  |  |  |  |  |  |  |  |  |  |  |  |  |  |  |  |  |  |  |  |  |  |  |  |  |
| Cảnh Tích 1793 - 1834                                         | Cảnh Tích 1793 - 1834                                         | Cảnh Tích 1793 - 1834                                         | Cảnh Tích 1793 - 1834                                         | Cảnh Tích 1793 - 1834                                         | Cảnh Tích 1793 - 1834                                         |  |  | Dĩ cách Phụng ân Phụ quốc công Cảnh Luân 1796 - 1813 - 1839 - 1847               | Dĩ cách Phụng ân Phụ quốc công Cảnh Luân 1796 - 1813 - 1839 - 1847               | Dĩ cách Phụng ân Phụ quốc công Cảnh Luân 1796 - 1813 - 1839 - 1847               | Dĩ cách Phụng ân Phụ quốc công Cảnh Luân 1796 - 1813 - 1839 - 1847               | Dĩ cách Phụng ân Phụ quốc công Cảnh Luân 1796 - 1813 - 1839 - 1847               | Dĩ cách Phụng ân Phụ quốc công Cảnh Luân 1796 - 1813 - 1839 - 1847               |  |  | Dĩ cách Phụng ân Phụ quốc công Cảnh Sùng 1811 - 1839 - 1858 - 1880 | Dĩ cách Phụng ân Phụ quốc công Cảnh Sùng 1811 - 1839 - 1858 - 1880 | Dĩ cách Phụng ân Phụ quốc công Cảnh Sùng 1811 - 1839 - 1858 - 1880 | Dĩ cách Phụng ân Phụ quốc công Cảnh Sùng 1811 - 1839 - 1858 - 1880 | Dĩ cách Phụng ân Phụ quốc công Cảnh Sùng 1811 - 1839 - 1858 - 1880 | Dĩ cách Phụng ân Phụ quốc công Cảnh Sùng 1811 - 1839 - 1858 - 1880 |  |  | Quý Bản 1822 - 1889                                   | Quý Bản 1822 - 1889                                   | Quý Bản 1822 - 1889                                   | Quý Bản 1822 - 1889                                   | Quý Bản 1822 - 1889                                   | Quý Bản 1822 - 1889                                   |  |  |                        |                        |                        |                        |                        |                        |  |  |  |  |  |  |  |  |  |  |  |  |  |  |  |  |  |  |  |  |  |  |  |  |  |  |  |  |
| Phụng ân Phụ quốc công Thuần Kham 1819 - 1859 - 1882          | Phụng ân Phụ quốc công Thuần Kham 1819 - 1859 - 1882          | Phụng ân Phụ quốc công Thuần Kham 1819 - 1859 - 1882          | Phụng ân Phụ quốc công Thuần Kham 1819 - 1859 - 1882          | Phụng ân Phụ quốc công Thuần Kham 1819 - 1859 - 1882          | Phụng ân Phụ quốc công Thuần Kham 1819 - 1859 - 1882          |  |  |                                                                                  |                                                                                  |                                                                                  |                                                                                  |                                                                                  |                                                                                  |  |  |                                                                    |                                                                    |                                                                    |                                                                    |                                                                    |                                                                    |  |  | Khôi Liên 1843 - 1884                                 | Khôi Liên 1843 - 1884                                 | Khôi Liên 1843 - 1884                                 | Khôi Liên 1843 - 1884                                 | Khôi Liên 1843 - 1884                                 | Khôi Liên 1843 - 1884                                 |  |  |                        |                        |                        |                        |                        |                        |  |  |  |  |  |  |  |  |  |  |  |  |  |  |  |  |  |  |  |  |  |  |  |  |  |  |  |  |
| Phụng ân Phụ quốc công Thuần Kham 1819 - 1859 - 1882          | Phụng ân Phụ quốc công Thuần Kham 1819 - 1859 - 1882          | Phụng ân Phụ quốc công Thuần Kham 1819 - 1859 - 1882          | Phụng ân Phụ quốc công Thuần Kham 1819 - 1859 - 1882          | Phụng ân Phụ quốc công Thuần Kham 1819 - 1859 - 1882          | Phụng ân Phụ quốc công Thuần Kham 1819 - 1859 - 1882          |  |  |                                                                                  |                                                                                  |                                                                                  |                                                                                  |                                                                                  |                                                                                  |  |  |                                                                    |                                                                    |                                                                    |                                                                    |                                                                    |                                                                    |  |  | Khôi Liên 1843 - 1884                                 | Khôi Liên 1843 - 1884                                 | Khôi Liên 1843 - 1884                                 | Khôi Liên 1843 - 1884                                 | Khôi Liên 1843 - 1884                                 | Khôi Liên 1843 - 1884                                 |  |  |                        |                        |                        |                        |                        |                        |  |  |  |  |  |  |  |  |  |  |  |  |  |  |  |  |  |  |  |  |  |  |  |  |  |  |  |  |
|                                                               |                                                               |                                                               |                                                               |                                                               |                                                               |  |  |                                                                                  |                                                                                  |                                                                                  |                                                                                  |                                                                                  |                                                                                  |  |  |                                                                    |                                                                    |                                                                    |                                                                    |                                                                    |                                                                    |  |  |                                                       |                                                       |                                                       |                                                       |                                                       |                                                       |  |  |                        |                        |                        |                        |                        |                        |  |  |  |  |  |  |  |  |  |  |  |  |  |  |  |  |  |  |  |  |  |  |  |  |  |  |  |  |
| Phụng ân Phụ quốc công Lân Gia 1851 - 1883 - 1901             | Phụng ân Phụ quốc công Lân Gia 1851 - 1883 - 1901             | Phụng ân Phụ quốc công Lân Gia 1851 - 1883 - 1901             | Phụng ân Phụ quốc công Lân Gia 1851 - 1883 - 1901             | Phụng ân Phụ quốc công Lân Gia 1851 - 1883 - 1901             | Phụng ân Phụ quốc công Lân Gia 1851 - 1883 - 1901             |  |  | Nhị đẳng Phụ quốc Tướng quân Lân Hưng Lân Hưng chi hệ                            | Nhị đẳng Phụ quốc Tướng quân Lân Hưng Lân Hưng chi hệ                            | Nhị đẳng Phụ quốc Tướng quân Lân Hưng Lân Hưng chi hệ                            | Nhị đẳng Phụ quốc Tướng quân Lân Hưng Lân Hưng chi hệ                            | Nhị đẳng Phụ quốc Tướng quân Lân Hưng Lân Hưng chi hệ                            | Nhị đẳng Phụ quốc Tướng quân Lân Hưng Lân Hưng chi hệ                            |  |  |                                                                    |                                                                    |                                                                    |                                                                    |                                                                    |                                                                    |  |  | Vinh Sâm 1862 - ?                                     | Vinh Sâm 1862 - ?                                     | Vinh Sâm 1862 - ?                                     | Vinh Sâm 1862 - ?                                     | Vinh Sâm 1862 - ?                                     | Vinh Sâm 1862 - ?                                     |  |  |                        |                        |                        |                        |                        |                        |  |  |  |  |  |  |  |  |  |  |  |  |  |  |  |  |  |  |  |  |  |  |  |  |  |  |  |  |
| Phụng ân Phụ quốc công Lân Gia 1851 - 1883 - 1901             | Phụng ân Phụ quốc công Lân Gia 1851 - 1883 - 1901             | Phụng ân Phụ quốc công Lân Gia 1851 - 1883 - 1901             | Phụng ân Phụ quốc công Lân Gia 1851 - 1883 - 1901             | Phụng ân Phụ quốc công Lân Gia 1851 - 1883 - 1901             | Phụng ân Phụ quốc công Lân Gia 1851 - 1883 - 1901             |  |  | Nhị đẳng Phụ quốc Tướng quân Lân Hưng Lân Hưng chi hệ                            | Nhị đẳng Phụ quốc Tướng quân Lân Hưng Lân Hưng chi hệ                            | Nhị đẳng Phụ quốc Tướng quân Lân Hưng Lân Hưng chi hệ                            | Nhị đẳng Phụ quốc Tướng quân Lân Hưng Lân Hưng chi hệ                            | Nhị đẳng Phụ quốc Tướng quân Lân Hưng Lân Hưng chi hệ                            | Nhị đẳng Phụ quốc Tướng quân Lân Hưng Lân Hưng chi hệ                            |  |  |                                                                    |                                                                    |                                                                    |                                                                    |                                                                    |                                                                    |  |  | Vinh Sâm 1862 - ?                                     | Vinh Sâm 1862 - ?                                     | Vinh Sâm 1862 - ?                                     | Vinh Sâm 1862 - ?                                     | Vinh Sâm 1862 - ?                                     | Vinh Sâm 1862 - ?                                     |  |  |                        |                        |                        |                        |                        |                        |  |  |  |  |  |  |  |  |  |  |  |  |  |  |  |  |  |  |  |  |  |  |  |  |  |  |  |  |
|                                                               |                                                               |                                                               |                                                               |                                                               |                                                               |  |  |                                                                                  |                                                                                  |                                                                                  |                                                                                  |                                                                                  |                                                                                  |  |  |                                                                    |                                                                    |                                                                    |                                                                    |                                                                    |                                                                    |  |  |                                                       |                                                       |                                                       |                                                       |                                                       |                                                       |  |  |                        |                        |                        |                        |                        |                        |  |  |  |  |  |  |  |  |  |  |  |  |  |  |  |  |  |  |  |  |  |  |  |  |  |  |  |  |
| Phụng ân Phụ quốc công Tăng Bồi 1883 - 1902 - ?               |                                                               |                                                               |                                                               |                                                               |                                                               |  |  |                                                                                  |                                                                                  |                                                                                  |                                                                                  |                                                                                  |                                                                                  |  |  |                                                                    |                                                                    |                                                                    |                                                                    |                                                                    |                                                                    |  |  |                                                       |                                                       |                                                       |                                                       |                                                       |                                                       |  |  |                        |                        |                        |                        |                        |                        |  |  |  |  |  |  |  |  |  |  |  |  |  |  |  |  |  |  |  |  |  |  |  |  |  |  |  |  |
|                                                               |                                                               |                                                               |                                                               |                                                               |                                                               |  |  |                                                                                  |                                                                                  |                                                                                  |                                                                                  |                                                                                  |                                                                                  |  |  |                                                                    |                                                                    |                                                                    |                                                                    |                                                                    |                                                                    |  |  |                                                       |                                                       |                                                       |                                                       |                                                       |                                                       |  |  |                        |                        |                        |                        |                        |                        |  |  |  |  |  |  |  |  |  |  |  |  |  |  |  |  |  |  |  |  |  |  |  |  |  |  |  |  |
| Định Trung 1910 - ?                                           |                                                               |                                                               |                                                               |                                                               |                                                               |  |  |                                                                                  |                                                                                  |                                                                                  |                                                                                  |                                                                                  |                                                                                  |  |  |                                                                    |                                                                    |                                                                    |                                                                    |                                                                    |                                                                    |  |  |                                                       |                                                       |                                                       |                                                       |                                                       |                                                       |  |  |                        |                        |                        |                        |                        |                        |  |  |  |  |  |  |  |  |  |  |  |  |  |  |  |  |  |  |  |  |  |  |  |  |  |  |  |  |